# Takayus huanrenensis
Espèce
Synonymes
- Theridion huanrenensis Zhu & Gao, 1993

Takayus huanrenensis est une espèce d'araignées aranéomorphes de la famille des Theridiidae.

## Distribution
Cette espèce est endémique du Liaoning en Chine,.

## Étymologie
Son nom d'espèce, composé de huanren et du suffixe latin -ensis, « qui vit dans, qui habite », lui a été donné en référence au lieu de sa découverte, le xian autonome mandchou de Huanren.

## Publication originale
- Zhu, Gao & Guan, 1993 : Notes on the four new species of comb-footed spiders of the forest regions Liaoning, China (Araneae: Theridiidae). Journal of Liaoning Normal University. Natural Science Edition, vol. 20, p. 89-94.